# 费森登号护航驱逐舰
费森登号护航驱逐舰（英語：USS Fessenden，舷号：DE-142），是美国海军于第二次世界大战期间建造的一艘埃德索尔级护航驱逐舰，其舰名取自发明家雷金纳德·奥布里·费森登。
该舰由费森登教授的儿媳R·K·费森登女士冠名，于1943年1月4日在德克萨斯州奥兰治联合钢铁厂铺设龙骨，随后于3月9日下水。1943年8月25日，费森登号正式服役，交由威廉·A·多布斯（William A. Dobbs）少校指挥。

## 设计与装备
埃德索尔级护航驱逐舰的设计与巴克利级护航驱逐舰类似，均采用长船体并建有较高的舰桥。该级护航驱逐舰配备3英寸（76毫米）50倍径单装主炮，后续曾计划更换为5英寸（127毫米）38倍径主炮，但最终没有实际执行。该级护航驱逐舰由4台费尔班克斯-莫尔斯38D8-1/8-10内燃机提供动力，总功率最高可达6000匹马力，最高航速21节。其燃料舱可携带312吨重油，在12节航速下航程可达11000海里。此外，该级舰船还配备有较完善的侦查搜索系统，包括SL或SU水面雷达、SA对空雷达、QC声呐系统以及用于监听潜艇无线电的HF/DF天线。

## 服役历史
服役后的费森登号在一段时间内曾作为训练舰培训即将参加护航任务的船员，随后她护送一支船队前往巴拿马运河并于1943年11月5日返回弗吉尼亚州诺福克。11月23日至次年3月18日，她先后护送2批船团前往卡萨布兰卡。4月3日，她再次出发护送船队前往比塞大，4月20日，舰队在博恩外海遭遇空袭，一艘护航驱逐舰被击沉，返航途中又有2艘驱逐舰遭遇敌军潜艇袭击并沉没。5月21日，费森登号安全抵达纽约。
6月21日，费森登号护送船队由诺福克出发前往直布罗陀，成功抵达目的地后她又启程护送2艘被俘意大利潜艇前往百慕大，其中1艘潜艇因引擎故障于7月2日返航，另一艘则于7月16日顺利抵达目标海域。7月22日，费森登号前往纽约大修，随后于8月3日至9月2日在康涅狄格州新伦敦海域训练潜艇。之后她前往缅因州接受特殊训练，并在返回诺福克后加入米申湾号护航航空母舰所在猎潜大队。
9月30日，费森登号与J·R·Y·布莱克利号和霍华德号一起在佛得角海域侦测到U-1062号潜艇，当天下午，费森登号投下深水炸弹成功击沉该潜艇。此后，猎潜大队继续在南大西洋活动，先后到访法属西非达喀尔、巴西巴伊亚州与累西腓、南非联邦开普敦等地。11月26日，费森登号返回纽约，随后前往长岛、关塔那摩湾等地训练。1945年1月19日，费森登号作为训练舰被派往迈阿密海军训练中心执行为期1个月的任务。
2月12日，费森登号于关塔那摩湾重新加入米申湾号护航航母所在猎潜大队，跟随其前往护送由雅尔塔会议返航的富兰克林·罗斯福总统座舰。在纽约短暂维修后，费森登号跟随舰队继续北上前往纽芬兰阿真舍，与其他猎潜大队一起在北大西洋巡逻以阻止德军U艇渗透。
5月至6月，费森登号在新伦敦和昆西特角协助培训潜艇艇员和飞行员。6月28日，她离开纽约前往关塔那摩湾和珍珠港训练，随后前往马绍尔群岛。9月17日，费森登号代表盟军马朱罗指挥部抵达沃杰环礁接受当地日本驻军投降，此后直至12月4日，她都停留当地监督日军解除武装和撤离。1946年1月4日，费森登号离开埃内韦塔克环礁，经圣迭戈、纽约等地驶往佛罗里达州格林科夫斯普林斯，6月24日，她由美国海军退役并加入美国海军预备舰队。
1952年3月4日，费森登号在波士顿被改造为雷达哨戒驱逐舰并重新投入现役。在基韦斯特海域完成反潜训练后，她返回其在罗德岛州纽波特的母港。9月25日，费森登号前往北大西洋开始雷达哨戒任务，此后除必要的补给与训练时间外，她几乎从不离开阵地。1957年7月15日，费森登号所在舰队将母港由纽波特转移至珍珠港，8月18日，她开始在太平洋执行雷达哨戒任务。1960年3月18日，费森登号驶离夏威夷前往旧金山，6月30日，她在斯托克顿退役。
1966年9月1日，费森登号自美国海军除籍，随后于1967年12月20日在珍珠港外海作为靶舰击沉。

## 荣誉
费森登号在第二次世界大战中共获得2枚战斗之星，其服役期间所获荣誉如下：
|  |  |                           |
|  |  | Bronze star · Bronze star |
|  |  |                           |

| 战斗行动奖章 （追授）  |                  |                                        |
| 美国战役奖章           | 亚太战役奖章     | 欧洲-非洲-中东战役奖章 （2枚战斗之星） |
| 第二次世界大战胜利奖章 | 海军占领服役奖章 | 国防部服役奖章                         |

## 历任舰长
| 姓名       | 译名                     | 军衔 | 任职时间                     |
| ---------- | ------------------------ | ---- | ---------------------------- |
|            | 威廉·A·多布斯            | 少校 | 1943年8月25日                |
|            | 哈罗德·诺曼·波尔森       | 少校 | 1945年6月20日                |
|            | 哈利·埃弗雷特·加维       | 上尉 | 1946年3月31日-1946年6月24日  |
|            | 亨利·L·伯吉斯            | 少校 | 1952年3月4日                 |
|            | 朱厄特·亚历山大·鲍德里奇 | 中校 | 1953年8月8日                 |
|            | 弗洛伊德·欧内斯特·史密斯 | 少校 | 1956年2月27日                |
|            | 约翰·W·格洛弗            | 少校 | 1956年11月28日               |
|            | 理查德·洛德·普洛斯       | 少校 | 1958年7月21日                |
|            | 路易斯·约瑟夫·卡利斯特   | 少校 | 1959年10月26日-1960年6月30日 |
| 参考文献： |                          |      |                              |